# Camillo Rusconi

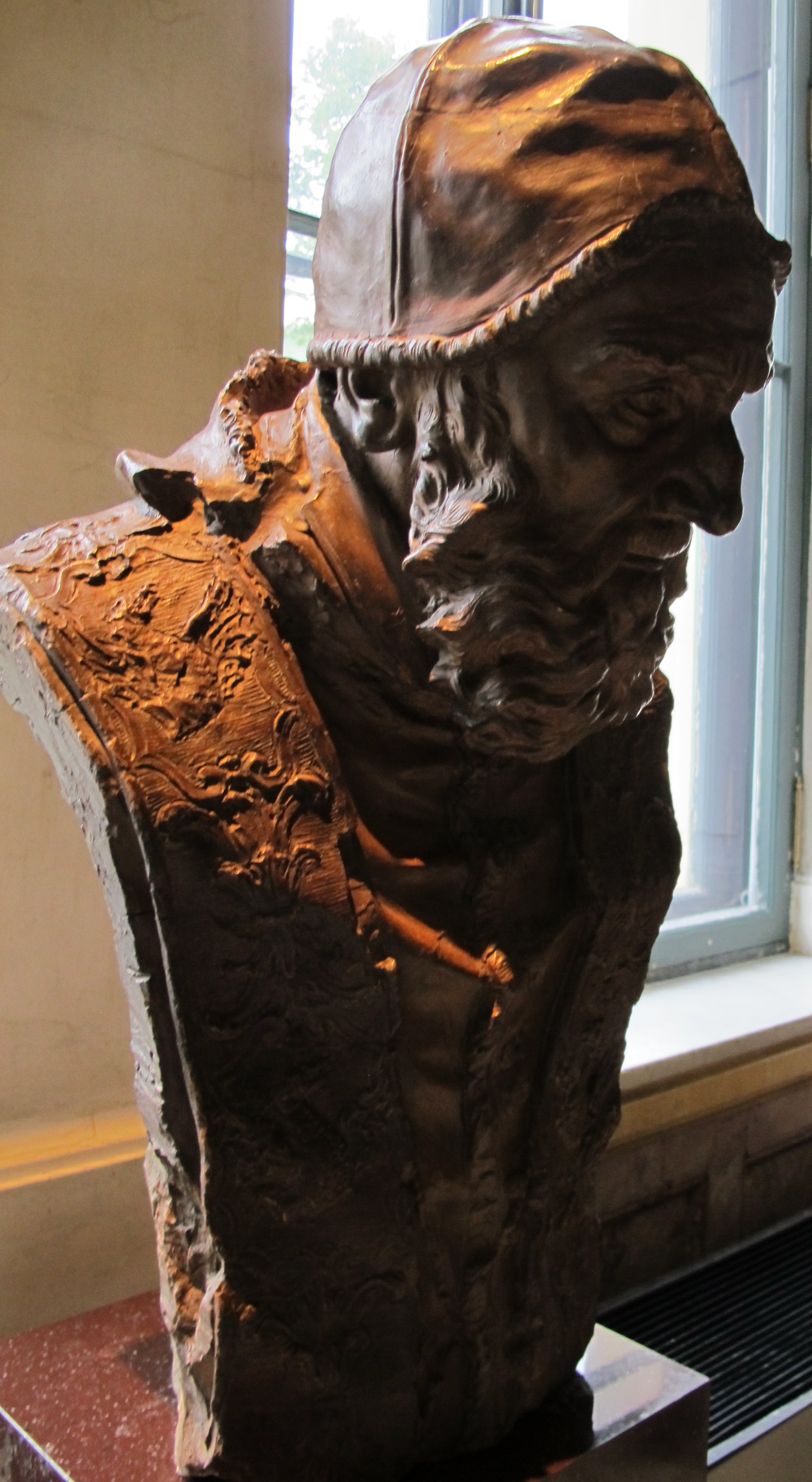
Buste du pape Grégoire XIII.

Camillo Rusconi (Milan, 14 juillet 1658 – Rome, 8 décembre 1728) est un sculpteur italien baroque qui a été directeur de l'Accademia di San Luca.

## Biographie
Camillo Rusconi est d'abord élève de Giuseppe Rusnati (en) à Milan, puis il part à Rome en 1684 où il s'inscrit à l'école d'Ercole Ferrata.
Il commence par des travaux mineurs, en stuc pur de décorations d'architecture (à San Silvestro in Capite, San Salvatore in Lauro, Santa Maria in Vallicella), les Quatre Vertus pour la chapelle Ludovisi de l'église Sant'Ignazio, les anges d'un tympan latéral de l'autel S. Ignazio à l'église du Gesù (projet d'Andrea Pozzo et fini en partie par Pierre Legros).
Devenu, par Giuseppe Bartolomeo Chiari, un ami personnel de Carlo Maratta, Rusconi un des plus doués interprètes du classicisme (quatre statues monumentales des Apôtres pour San Giovanni in Laterano, commandé par le pape Clément XI dont saint Matthieu peut être considéré comme son chef-d'œuvre).
En 1727, Rusconi devient Principe de l'Accademia di San Luca.
Francesco Maria Schiaffino a été son apprenti dans son atelier romain.

## Œuvres dans les musées
- Musée de l'Ermitage, Saint-Pétersbourg :
  - Saint Jean évangéliste (1709)
  - Statue équestre de Pierre Ier (1719-1720)
  - Allégorie de l'hiver (ca 1700)
  - Buste du pape Grégoire XIII (1718), ébauche
- Musée du Louvre, Paris : Saint Jacques le Majeur, ébauche de 1718 pour la statue colossale de la basilique Saint-Jean-de-Latran à Rome(atelier).
- Musée des beaux-arts de Boston : Buste de saint Jérôme.
- Saint André embrassant sa croix, musée des beaux-arts de Nîmes, modello en terre cuite.
- Monument funéraire de Grégoire XIII (1719-1725) à la basilique Saint-Pierre du Vatican.

## Sources
- (it) Cet article est partiellement ou en totalité issu de l’article de Wikipédia en italien intitulé « Camillo Rusconi » (voir la liste des auteurs).